# Rio São Patrício
O rio São Patrício é um curso de água do estado de Goiás, no Brasil. Faz a divisa natural entre os municípios de Rubiataba e Nova América, e Rubiataba e Itapaci.